# 赤坂台総合公園
赤坂台総合公園（あかさかだいそうごうこうえん）、別名ドラゴンパークは、山梨県甲斐市にある都市公園（総合公園）である。

## 概要
赤坂台に整備された都市公園である。広大な芝生広場と高さ22mの展望塔がある。

## 沿革
- 2021年 - 新型コロナウイルス感染防止対策で展望台の開放を休止[1]。
- 2022年1月4日 - 新型コロナウイルス感染防止対策で開放を休止した展望塔を午前9時に開放[1]。

## 主な施設
- 芝生広場
- 展望塔（展望デッキまでのエレベーターあり。）
- 森の回廊
- 噴水
- あずまや
- 花壇
- 園路（足に衝撃の少ないゴムチップウレタン舗装。1周850メートル。）
- トイレ
- 遊具（富士山型の滑り台、シーソー、スライド遊具、健康遊具。）
- 自動販売機

## 周辺の施設
- 中央自動車道双葉サービスエリア、双葉スマートインターチェンジ
- 赤坂農場
- 甲斐市立竜王北中学校
- 甲斐市立竜王北小学校